# Prospect (singolo)
Prospect è un singolo del rapper statunitense Iann Dior, pubblicato il 22 maggio 2020.

## Tracce
1. Prospect – 3:46